# Satz über die Summe zweier Quadrate

Ganze Zahlen bis 100, die man als Summe zweier Quadrate darstellen kann; sie sind die Quadrate der Abstände von ganzzahligen Gitterpunkten; Quadratzahlen werden rot dargestellt, Zahlen mit (bis auf Drehung und Spiegelung) nicht-eindeutigen Darstellungen sind fett gedruckt

Der Satz über die Summe zweier Quadrate ist ein mathematischer Satz der Zahlentheorie. Er handelt von der Primzahlzerlegung einer beliebigen ganzen Zahl {\displaystyle n>1} und darauf, ob sie als Summe zweier Quadrate geschrieben werden kann, sodass {\displaystyle n=a^{2}+b^{2}} mit {\displaystyle a,b\in \mathbb {Z} } gilt.
Eine positive ganze Zahl {\displaystyle n>1} kann als Summe zweier Quadrate dargestellt werden genau dann, wenn ihre Primfaktorzerlegung keinen Faktor {\displaystyle p^{k}} enthält, wobei die Primzahl {\displaystyle p\equiv 3{\pmod {4}}} ist und {\displaystyle k} eine ungerade Zahl ist.
Schreibt man eine Zahl als Summe zweier Quadrate, so ist es zulässig, dass eines der Quadrate Null ist oder dass beide Summanden gleich sind. Damit sind auch Quadratzahlen und doppelte Quadratzahlen in dieser Zahlenmenge enthalten. Dieser Satz ist eine Ergänzung bzw. Verallgemeinerung des Zwei-Quadrate-Satzes von Fermat (der besagt, wann eine Primzahl als Summe zweier Quadrate geschrieben werden kann), indem er diesen Quadrate-Satz durch zusammengesetzte Zahlen erweitert.
Eine Zahl kann mehrere Darstellungen als Summe zweier Quadrate haben. Die Anzahl dieser Summen gibt die Quadratsummen-Funktion an. Zum Beispiel hat jedes Pythagoreische Tripel {\displaystyle a^{2}+b^{2}=c^{2}} für {\displaystyle c^{2}} auch eine zweite Darstellung {\displaystyle c^{2}=c^{2}+0^{2}}.

## Beispiele
- Die Primfaktorisierung der Zahl {\displaystyle 2450=2\cdot 5^{2}\cdot 7^{2}}. Von den Primfaktoren dieser Zahl, also {\displaystyle 2}, {\displaystyle 5} und {\displaystyle 7}, ist lediglich {\displaystyle 7\equiv 3{\pmod {4}}} (die Primzahlen {\displaystyle 2} und {\displaystyle 5} sind somit „unproblematisch“, weil sie beide {\displaystyle \not \equiv 3{\pmod {4}}} sind). Da aber {\displaystyle 7} als Exponenten die gerade Zahl {\displaystyle 2} hat, also nicht ungerade ist, erfüllt die Zahl {\displaystyle 2450} die vom Satz geforderten Voraussetzungen und somit hat {\displaystyle 2450} mindestens eine Darstellung als Summe zweier Quadrate, im Speziellen die folgende: {\displaystyle 2450=7^{2}+49^{2}}.

- Es ist {\displaystyle 3430=2\cdot 5\cdot 7^{3}}. Es ist sowohl {\displaystyle 2\not \equiv 3{\pmod {4}}} als auch {\displaystyle 5\not \equiv 3{\pmod {4}}}. „Problematisch“ ist, dass {\displaystyle 7\equiv 3{\pmod {4}}} und zusätzlich seine Hochzahl {\displaystyle 3} eine ungerade Zahl ist. Somit kann {\displaystyle 3430} nicht als Summe zweier Quadrate dargestellt werden.

- Es ist {\displaystyle 49=7^{2}}. Weil zwar {\displaystyle 7\equiv 3{\pmod {4}}}, aber die Hochzahl eine gerade Zahl ist, kann man {\displaystyle 49} als Summe zweier Quadrate darstellen. Tatsächlich gibt es nur die (triviale) Darstellung {\displaystyle 49=0^{2}+7^{2}}.

- Es ist {\displaystyle 98=2\cdot 7^{2}} das Doppelte einer Quadratzahl. In diesem Fall gibt es nur die (mehr oder weniger triviale) Darstellung {\displaystyle 98=7^{2}+7^{2}}.

- Es ist {\displaystyle 338=2\cdot 13^{2}} ebenfalls das Doppelte einer Quadratzahl. Es ist sowohl {\displaystyle 2} als auch {\displaystyle 13\not \equiv 3{\pmod {4}}}. Somit erhält man die (eigentlich ziemlich triviale) Darstellung {\displaystyle 338=13^{2}+13^{2}}, es gibt aber auch die Darstellung {\displaystyle 338=7^{2}+17^{2}}.

- Die Primzahl {\displaystyle p=41\equiv 1{\pmod {4}}}. Wegen diesem Satz und wegen dem Zwei-Quadrate-Satz hat sie somit eine Darstellung als Summe zweier Quadratzahlen, nämlich {\displaystyle 41=4^{2}+5^{2}}.

- Die Primzahl {\displaystyle p=43\equiv 3{\pmod {4}}}. Wegen diesem Satz und wegen dem Zwei-Quadrate-Satz hat sie somit keine Darstellung als Summe zweier Quadratzahlen.

- Es ist {\displaystyle 18564650=2\cdot 5^{2}\cdot 13^{5}}. Es ist sowohl {\displaystyle 2} und {\displaystyle 5} als auch {\displaystyle 13\not \equiv 3{\pmod {4}}}, somit hat diese Zahl eine Darstellung als Summe zweier Quadrate. Leider gibt der Satz nicht an, welche Quadratzahlen dafür in Frage kommen. Wie man zur (zumindest einer) Darstellung dieser Zahl kommt, wird weiter unten gezeigt.

- Die folgenden Zahlen kann man als Summe zweier Quadrate darstellen:

0, 1, 2, 4, 5, 8, 9, 10, 13, 16, 17, 18, 20, 25, 26, 29, 32, … (Folge A001481 in OEIS)

## Eigenschaften
Diejenigen Zahlen, die man als Summe zweier Quadrate darstellen kann, werden nun als Arbeitsdefinition im Folgenden darstellbare Zahlen genannt. Es gilt:
- Die Menge der darstellbaren Zahlen entspricht der Menge aller Normen von Gaußschen Zahl {\displaystyle g=a+b{\mathrm {i} }} mit {\displaystyle a,b\in \mathbb {Z} }.[2]

Graphische Darstellung des Abstandes von zwei Punkten und

- Die Quadratwurzeln der darstellbaren Zahlen bilden die Menge aller Streckenlängen zwischen Punktpaaren im zweidimensionalen ganzzahligen Gitter.

Beweisidee:
Den Abstand {\displaystyle d} zweier Punkte mit ganzzahligen Koordinaten {\displaystyle A(a_{1}/a_{2})} und {\displaystyle B(b_{1}/b_{2})} (also die Streckenlänge zwischen dem Punktpaar {\displaystyle (A,B)} im zweidimensionalen ganzzahligen Gitter) berechnet man mittels des Satzes des Pythagoras:
{\displaystyle d={\sqrt {(b_{1}-a_{1})^{2}+(b_{2}-a_{2})^{2}}}}
Ist {\displaystyle x=(b_{1}-a_{1})^{2}+(b_{2}-a_{2})^{2}} eine darstellbare Zahl, so ist somit {\displaystyle d={\sqrt {x}}} die Quadratwurzel dieser darstellbaren Zahl (siehe Abstand). {\displaystyle \Box }
- Sei {\displaystyle B(n)} die Anzahl der darstellbaren Zahlen zwischen {\displaystyle 0} und {\displaystyle n}. Dann gilt:[3]

{\displaystyle B(n)\approx K\cdot {\frac {n}{\sqrt {\log n}}}} für {\displaystyle n\rightarrow \infty } mit der Landau-Ramanujan-Konstante {\displaystyle K=0{,}7642236535892206...}
- Das Produkt zweier darstellbarer Zahlen {\displaystyle m,n} ist eine darstellbare Zahl {\displaystyle x}. Seine Darstellung kann aus Darstellungen seiner beiden Faktoren unter Verwendung der Brahmagupta-Identität abgeleitet werden:

{\displaystyle m\cdot n=(a_{m}^{2}+b_{m}^{2})\cdot (a_{n}^{2}+b_{n}^{2})=(a_{m}a_{n}+b_{m}b_{n})^{2}+(a_{m}b_{n}-b_{m}a_{n})^{2}=(a_{m}a_{n}-b_{m}b_{n})^{2}+(a_{m}b_{n}+b_{m}a_{n})^{2}}
Beispiel:
Sei {\displaystyle m=49} und {\displaystyle n=338}. Dann gilt:
{\displaystyle m\cdot n=49\cdot 338=16562=(0^{2}+7^{2})\cdot (7^{2}+17^{2})=(0\cdot 7+7\cdot 17)^{2}\cdot (0\cdot 17+7\cdot 7)^{2}=(0+119)^{2}+(0-49)^{2}=(0-119)^{2}+(0+49)^{2}=119^{2}+49^{2}}
Es gibt aber noch eine andere Darstellung, nämlich {\displaystyle 16562=91^{2}+91^{2}}, die man mit dieser Formel nicht erhält.
- Sei {\displaystyle n=a^{2}+b^{2}}. Dann gilt:

Auch {\displaystyle n\cdot c^{2}} ist für {\displaystyle c\in \mathbb {Z} } darstellbar, nämlich
{\displaystyle nc^{2}=(ca)^{2}+(cb)^{2}}
Beispiel:
Es ist {\displaystyle 18564650=2\cdot 5^{2}\cdot 13^{5}}. Wie etwas weiter oben gezeigt, erfüllt diese Zahl alle Voraussetzungen für (zumindest) eine Darstellung als Summe zweier Quadrate. Hebt man den quadratischen Anteil aus dieser Zahl heraus, erhält man:
{\displaystyle 18564650=2\cdot 13\cdot 5^{2}\cdot 13^{4}=26\cdot (5\cdot 13\cdot 13)^{2}=26\cdot 845^{2}}
Die Zahl {\displaystyle 26=1^{2}+5^{2}}. Aufgrund des obigen Satzes erhält man:
{\displaystyle 18564650=26\cdot 845^{2}=(845\cdot 1)^{2}+(845\cdot 5)^{2}=845^{2}+4225^{2}}
Es gibt aber noch (bis auf triviale Umformungen) 8 weitere Darstellungen von {\displaystyle 18564650} als Summe zweier Quadrate, die man mit dieser Variante nicht bekommt:
{\displaystyle {\begin{aligned}18564650&=221^{2}+4303^{2}\\18564650&=257^{2}+4301^{2}\\18564650&=1417^{2}+4069^{2}\\18564650&=1451^{2}+4057^{2}\\18564650&=1859^{2}+3887^{2}\\18564650&=2375^{2}+3595^{2}\\18564650&=2405^{2}+3575^{2}\\18564650&=2873^{2}+3211^{2}\\\end{aligned}}}

## Jacobis Zwei-Quadrate-Satz
Jacobi hat im 19. Jahrhundert folgenden Satz entdeckt:
Sei {\displaystyle k(n)} die Anzahl der Darstellungen von {\displaystyle n} als Summe zweier Quadrate. Sei weiters {\displaystyle t_{1}} die Anzahl der Teiler von {\displaystyle n}, die zu 1 modulo 4 kongruent sind. Sei außerdem {\displaystyle t_{3}} die Anzahl der Teiler von {\displaystyle n}, die zu 3 modulo 4 kongruent sind. Dann gilt:
{\displaystyle k(n)=4\cdot |t_{1}-t_{3}|}, wobei mit {\displaystyle |..|} der Betrag der Zahl zwischen den Betragsstrichen gemeint ist.
Mit anderen Worten:
Die Anzahl der Darstellungen von {\displaystyle n} als Summe zweier Quadrate ist das Vierfache der Differenz zwischen der Anzahl der Teiler von n, die zu 1 modulo 4 kongruent sind und der Anzahl der Teiler von n, die zu 3 modulo 4 kongruent sind.
Hirschhorn gibt einen kurzen Beweis, der aus dem Jacobi-Tripelprodukt abgeleitet wurde.
Beispiel 1:
Sei {\displaystyle 338=2\cdot 13^{2}}. Die Zahl {\displaystyle 338} hat die Teilermenge {\displaystyle \{1,2,13,26,169,338\}}. Dabei sind die Zahlen der Menge {\displaystyle \{1,13,169\}} zu 1 modulo 4 kongruent, es ist also {\displaystyle t_{1}=3}. Die anderen Teiler sind zu 2 modulo 4 kongruent, kein Teiler ist zu 3 modulo 4 kongruent, es ist also {\displaystyle t_{3}=0}. Somit ist {\displaystyle k(n)=4\cdot |3-0|=4\cdot 3=12}, es gibt also insgesamt {\displaystyle 12} Darstellungen von {\displaystyle 338} als Summe zweier Quadrate:
{\displaystyle 338=(\pm 7)^{2}+(\pm 17)^{2}\quad } ... insgesamt 4 Varianten
{\displaystyle 338=(\pm 13)^{2}+(\pm 13)^{2}\quad } ... insgesamt 4 Varianten
{\displaystyle 338=(\pm 17)^{2}+(\pm 7)^{2}\quad } ... insgesamt 4 Varianten
Wie man erkennen kann, laufen alle 12 Varianten auf die beiden Darstellungen {\displaystyle 338=7^{2}+17^{2}=13^{2}+13^{2}} hinaus.
Beispiel 2:
Sei {\displaystyle 5929=7^{2}\cdot 11^{2}}. Die Zahl {\displaystyle 5929} hat die Teilermenge {\displaystyle \{1,7,11,49,77,121,539,847,5929\}} und besteht aus 9 Elementen. Dabei sind die Zahlen die Menge {\displaystyle \{1,49,77,121,5929\}} zu 1 modulo 4 kongruent, es ist also {\displaystyle t_{1}=5}. Die anderen 4 Teiler sind zu 3 modulo 4 kongruent, es ist also {\displaystyle t_{3}=4}. Somit ist {\displaystyle k(n)=4\cdot |5-4|=4\cdot 1=4}, es gibt also insgesamt {\displaystyle 4} Darstellungen von {\displaystyle 5929} als Summe zweier Quadrate:
{\displaystyle 5929=(\pm 77)^{2}+(\pm 0)^{2}\quad } ... insgesamt 2 Varianten
{\displaystyle 338=(\pm 0)^{2}+(\pm 77)^{2}\quad } ... insgesamt 2 Varianten
Wie man erkennen kann, laufen alle 4 Varianten auf die Darstellung {\displaystyle 5929=0^{2}+77^{2}} hinaus.
Beispiel 3:
Sei {\displaystyle 29645=5\cdot 7^{2}\cdot 11^{2}}. Die Zahl {\displaystyle 29645} hat die Teilermenge {\displaystyle \{1,5,7,11,35,49,55,77,121,245,385,539,605,847,2695,4235,5929,29645\}} und besteht aus 18 Elementen. Dabei sind die Zahlen die Menge {\displaystyle \{1,5,49,77,121,245,385,605,5929,29645\}} zu 1 modulo 4 kongruent, es ist also {\displaystyle t_{1}=10}. Die anderen 8 Teiler sind zu 3 modulo 4 kongruent, es ist also {\displaystyle t_{3}=8}. Somit ist {\displaystyle k(n)=4\cdot |10-8|=4\cdot 2=8}, es gibt also insgesamt {\displaystyle 8} Darstellungen von {\displaystyle 29645} als Summe zweier Quadrate:
{\displaystyle 29645=(\pm 77)^{2}+(\pm 154)^{2}\quad } ... insgesamt 4 Varianten
{\displaystyle 29645=(\pm 154)^{2}+(\pm 77)^{2}\quad } ... insgesamt 4 Varianten
Wie man erkennen kann, laufen alle 8 Varianten auf die Darstellung {\displaystyle 29645=77^{2}+154^{2}} hinaus.